# Gruta Guattari
La gruta Guattari, cueva Guattari o cueva de Guattari es un sitio prehistórico situado en el Lacio. Se abre a unos cien metros de la costa del mar Tirreno, sobre el flanco oriental del promontorio del Circeo, en San Felice Circeo.

## Historia del descubrimiento
El descubrimiento del sitio se dio por azar el 24 de febrero de 1939, mientras algunos trabajadores extraían jalones de la propiedad del señor Guattari. Un antiguo desprendimiento había bloqueado la entrada de la gruta.
En el fondo de la gruta, en una cueva terminal entonces denominada "Cueva del Hombre", junto a lo que fue interpretado como un aproximativo círculo de piedras, el propietario descubrió un cráneo, Guattari 1 evolutivamente atribuibile al Homo neanderthalensis, bien conservado, mientras en superficie fueron encontradas dos mandíbulas, conocidas como Guattari 2 y 3. El cráneo se presentaba casi completo excepto la pérdida de porciones óseas del área orbital derecha y parte del margen del foramen occipital, el punto en el cual el cráneo se une con la columna vertebral. Los profesores A.C. Blanc y L. Cardini fueron enseguida a las excavaciones.

## Estudio e interpretaciones
Los primeros estudios sobre el cráneo se efectuaron por el profesor Blanc, el cual, examinando atentamente las heridas que el cráneo tenía, en particular el foramen occipital ampliado, llegó a la conclusión de que habían estado otros hombres de Neandertal y que efectuaron esta operación de ampliamiento para poder extraer el cerebro y comerlo, de forma ritual: el hecho de haberlo encontrado en el centro de un círculo de piedras, parecía confirmar su hipótesis.
La interpretación de Blanc fue desmentida en el 1989, exactamente cincuenta años después del descubrimiento, cuando se reunieron en el Circeo, en una conferencia, estudiosos provenientes de cada parte del mundo. Estos últimos subrayaron que, sobre el cráneo no habían sido encontrados signos de herramientas con los cuales se hubiera podido realizar, por parte de otros hombres, el ampliamiento del foramen del cráneo: los únicos signos encontrados eran de dientes de hiena. Todos estuvieron de acuerdo sobre esta nueva teoría: la gruta "Guattari" fue, alrededor de aproximadamente hace 50.000 años, la guarida de una hiena, y lo demuestran los numerosos huesos fósiles encontrados en el interior, restos de sus presas. El animal habría transportado a su guarida el cadáver del hombre, o quizás sólo la cabeza, y amplió el foro occipitale para extraer el cerebro. Prueba de esto son también estudios realizados en África sobre el comportamiento de las hienas las cuales, cuando se topan con animales muertos, llevan huesos y cráneos para descarnarlos en sus guridas y se limitan solamente a morder la carne que está pegada, sin romper los huesos. Cosa que en cambio los hombres habrían hecho seguramente, si hubieran querido comer el contenido del cráneo. La hipótesis del canibalismo fue así oficialmente desmentida.Dicho acontecimiento ha sido traído de vuelta, en versión novelesca, por el escritor local Antonio Pennacchi, en su libro "Las hienas del Circeo", en el cual se representan las primeras hipótesis de la reconstrucción del estudio de Blanc, legando el cráneo nuevamente a un ritual (más que de canibalismo), tétrica parte de los neandertales.
Gracias a las nuevas sinergias encaminadas entre el Servicio de Antropología de la Superintendencia por los Bienes Arqueológicos de Lazio Ente Instituzional encargado de la tutela, del sitio y de los restos, la Superintendencia Especial del Museo Pigorini y el instituto italiano de Paleontología Humana, histórico guardián de los restos, los restos han encaminado un nuevo recorrido donde serán vistos por otros Entes Institucionales italianos e internacionales para valorizar de la mejor manera estos importantes testimonios evolutivos ayudándose de las más recientes dotaciones científicas.
Durante la conferencia en el 1989 fueron además presentados los resultados de los estudios acerca de la tafonomía y las dataciones absolutas efectuadas sobre los restos descubiertos en el interior de la gruta. Los resultados estuvieron resumidos así:
- De 100.000 a hace 80.000 años (nivel 7): la cavidad es completamente invadida por el mar.
- Hace 75.000 años (nivel 5): a continuación de la última glaciación Würm, el mar empieza a retroceder y la gruta, vacía de agua, es ocupada por el Hombre de Neandertal
- Hace 55.000 años (nivel 1): la presencia de los cazadores neandertales se reduce progresivamente, probablemente a consecuencia de la parcial oclusión de la entrada de la gruta a causa de un derrumbe.
- Hace 50.000 años: la gruta, ya abandonada por los hombres, se vuelve un refugio de hienas, que utilizan la cavidad para acumular restos de comida para las crías. Sucesivamente otro derrumbe obstruye, esta vez completamente, la entrada de la gruta, que queda así inviolada durante cincuenta mil años, hasta el 1939, cuando se abre de nuevo a la luz.

Hoy los hallazgos esqueléticos se hallan al cuidado del Museo Pigorini (cráneo) y del Servicio de Antropología S.B.A.L. (las dos mandíbulas).

## Visitar la Gruta
Está prohibido el acceso a la Gruta por parte de los visitantes. Pero es posible acceder gratuitamente a una visita virtual de la gruta gracias al Ayuntamiento de San Felice Circeo, en la página principal de la web del ayuntamiento o directamente en la web de la visita virtual.

## Entradas relacionadas
- Parco Nacional del Circeo
- San Feliz Circeo
- Gruta de las Cabras
- Gruta del Fossellone
- Gruta Breuil
- Gruta de la Impiso

- Datos: Q3117098
- Multimedia: Grotta Guattari / Q3117098